# Марсіо Міранда Фрейташ Роша да Сілва
Марсіо Міранда Фрейташ Роша да Сілва (порт. Márcio Miranda Freitas Rocha da Silva, нар. 20 березня 1981, Кампінас, Бразилія), відомий як Марсіньйо (порт. Márcinho) — бразильський футболіст, що грав на позиції півзахисника.
Виступав, зокрема, за клуби «Палмейрас» та «Крузейру», а також національну збірну Бразилії.

## Клубна кар'єра
Першою професійною командою у кар'єрі стала «Пауліста», з якою підписав контракт 2000 року. Провів у складі цієї команди один сезон, не зігравши жодного матчу.
Згодом з 2002 по 2005 рік грав у складі команд клубів «Корінтіанс» та «Сан-Каетану».
Своєю грою за останню команду привернув увагу представників тренерського штабу клубу «Палмейрас», до складу якого приєднався 2005 року. Відіграв за команду з Сан-Паулу наступний сезон своєї ігрової кар'єри. Більшість часу, проведеного у складі «Палмейраса», був основним гравцем команди та одним з головних бомбардирів, маючи середню результативність на рівні 0,33 голу за гру першості.
2007 року уклав контракт з клубом «Крузейру», у складі якого провів наступний рік своєї кар'єри гравця.
Протягом 2008—2015 років захищав кольори клубів «Касіма Антлерс», «Атлетіку Паранаенсе», «Аль-Аглі», «Атлетіку Паранаенсе», «Понте-Прета», «Ред Булл Бразил», «Ітуано» та «Кабофрієнсе».
Завершив професійну ігрову кар'єру у клубі «Ампаро», за команду якого виступав протягом 2015 року.

## Виступи за збірні
Протягом 1999—2004 років залучався до складу молодіжної збірної Бразилії. На молодіжному рівні зіграв у 3 офіційних матчах.
2005 року дебютував у складі національної збірної Бразилії у товариському матчі проти Гватемали. Його кар'єра у національній команді обмежилась цим матчем.

## Титули і досягнення
Бразилія (U-20)
Чемпіон Південної Америки (U-20): 2001
«Касіма Антлерс»Чемпіон Японії (1): 2008
«Аль-Аглі»Володар Кубка Саудівської Аравії (1): 2011